# Kárpáti Gábor
Kárpáti Gábor (Komló, 1943. december 19. – Pécs, 2022. május 15.) magyar régész, Pécs és a dél-dunántúli régió kiemelkedő kutatója, egyetemi oktató. A neve szinte minden jelentős ásatáshoz hozzáköthető, amely Baranya megyében zajlott az elmúlt fél évszázadban. 
Szakterülete a középkor, de jelentős római kori feltárásokban is részt vett, főképp Pécsett: Sopianae városának kutatását ő kezdte el a Citrom utcában, a nagypostánál. Pécs világörökségi helyszíneinek feltárója, Janus Pannonius sírjának a megtalálója. Cseh, olasz, angol, német, lengyel, spanyol nyelvű pécsi idegenvezetései híresek.

## Tanulmányai, pályája

### Gyerekként
"Soha nem akartam más lenni, mint régész, már kisiskolás korom óta... Jól hegedültem, mindenki azt hitte, hogy zenészpályára megyek, de ez nekem soha nem jutott eszembe... Apai ágról műszaki-városi emberek voltak az őseim, édesanyám sásdi parasztcsaládból származott" – mondta egy interjúban 2014-ben. A Tolnai Világtörténelme sorozatot már akkor forgatta, amikor még olvasni se tudott, a képek miatt. A komlói romtemplom is izgatta a fantáziáját, ahol a barátaival játszottak.
Már gyerekként minden alkalmat megragadott, hogy ásatáson lehessen: részt például vett Dombay János zengővárkonyi ásatásain az 1950-es években, majd vízhordó fiúként vett Mecsekjánosiban egy római kori villa feltárásán, illetve a komlói középkori temetőkápolna feltárásán. 
Felesége Szomorú Valéria, gyermekei Éva (1974-), Kata (1975-)

### A prágai tavaszig
Kárpáti Gábor az általános és a középiskolát is szülővárosában, Komlón végezte. 1962-ben érettségizett. Osztályfőnöke ösztönzésére jelentkezett a prágai Károly Egyetem régész szakára, ahová fel is vették, a magyar állam ösztöndíjasaként. Itt érték a prágai tavasz eseményei 1968-ban. Diplomát hivatalosan végül csak 1981-ben szerzett, mert a diáktüntetések egyik következményeként "diplomavédés nélkül jöttem vissza Magyarországra" – mondta az interjúban. Mint egy 2013-as interjúban elmondta, azt történt, hogy amikor a havonta esedékes bejelentkezésre ment a magyar nagykövetségre, ott épp egy tüntetés volt, és ráfogták, hogy részt vett benne. Minden magyar hallgatót hazaküldtek, őt is, pedig már csak a szakdolgozatvédése volt hátra.    

### Munkahelyei
1970-ig a prágai Nemzeti Múzeumban dolgozott. Ezután a pécsi Janus Pannonius Múzeum régésze lett, itt 1973-ig dolgozott. Egyetemi professzora, aki akkoriban a cseh tudományos akadémia elnöke volt, segített neki elhelyezkedni. Ekkor másfél év pécsváradi kitérő következett: a Művelődési Központ előadójaként dolgozott itt, barátja, Kígyós Sándor szobrászművész mellett. Diákklubot, vezetett, ami szellemi műhellyé vált. Meghívtak zenészeket, művészeket, közéleti személyiségeket, mint Hofi Géza és Kudlik Júlia. 
Ezután visszakerült a Janus Pannonius Múzeumhoz, ahol régész, muzeológus volt 1975 és 2005 között, 1998-tól osztályvezetői beosztásban. 1975-ben Pécs jelentős pénzekhez jutott a pincék és támfalak feltárására és megerősítésére. Az 1976-ban kezdődött jakab-hegyi ásatásokat személyesen támogatta Aczél György, illetve a pécsi uránbánya. A pálos romokat néhol 3-4 méteres mélységből kellett kiszabadítaniuk.
2003-ban ment nyugdíjba, de utána még részt vett az M6-os autópálya-építéshez kötődő feltárásokban és a pécsi kispiac helyén végzett ásatásokban.

### Jelentős munkái
A nevéhez fűződik a Pécs belvárosi ókeresztény emlékek közül az I. (Péter-Pál), a IV., V. és XIX. számú sírkamrák kutatása. Ezek ma a Világörökség részét képezik. Az egykori római város, Sopianae több részét is ő tárta fel, mint a fórumot és a közfürdőt, és komoly érdemeket szerzett olyan római kori emlékek megmentésében és bemutatásában is, mint a „Római udvar” a Teréz utca-Jókai utca telkein és a „Római szint” a Kereskedők Házában.
Háromszáz kutat tárt fel. "Rendkívül vonzódtam a kerámiához és az üveghez" – mondta pécsi feltárásairól. "Gyakorlatilag Pécsre került az akkor legfejlettebb olasz technika. De nem véletlenül, hiszen itt volt Janus Pannonius is." Janus Pannonius sírját is Kárpáti Gábor találta meg Pécsett. 2014-ben azt állította Pécsről, hogy csak a város 7-8 százalékát tárták fel addig. 
Pécs belterületén számos kolostort tártak fel a vezetésével: a Szent László karmelita kolostort, a Szent Tamás domonkos kolostort, a Szent Ágoston rendi remeték épületét és a Szent Ferenc kolostortemplom szentélyét. Pécsett a Munkácsy utcában megtalálta Mátyás király egykori reneszánsz műhelye Pécsre költözött részének a maradványait.
Részt vett a jakab-hegyi pálos kolostor (Pécs határában), és a Pécsváradi Vár feltárásaiban. Ő kezdte meg a pusztabányai üveghuta épületegyüttes feltárását, Jegenyés János üvegművész barátja ösztönzésére.

#### Jelentősebb feltárásai
- 1970-75: Pécsváradi erődített monostor (segédrégészként)
- 1977-78: a Pécsi Irgalmasok Kórházában a középkori Szent László Karmelita kolostor feltárása
- 1976-79: Pécsi Ferences kolostor szentélye (ennek alapjai mai is láthatók)
- 1976-79: Pécs, Memi pasa fürdő (Gerő Győzővel együtt)
- 1966-1988: Pécs-Jakab-hegy, pálos kolostor: feltárás és konzerválás
- 1976, 1985-89: Pécs, Szent Tamás dominikánus kolostor
- 1983, 1996-97: Pécs, Szent Ágoston kolostor és templom
- 1991: Janus Pannonius sírjának feltárása (Pécsi Székesegyház altemploma). II. János Pál pápa látogatására készülve fűtésrekonstrukciós munkák kezdődtek, eközben véletlenül fedezték fel a költő püspök sírját.
- 1995-96: Pécs, Teréz u. 9., Jókai utca 11., „Római udvar” insula: feltárás, részleges bemutatás
- 1993-95: Pécs, Kereskedők Háza (Rákóczi u. 55.): római közfürdő feltárása és a központi épület bemutatása. Ez Pannonia legnagyobb közfürdője lehetett a római korban.
- 1993-98: Pécs, Rákóczi úti Matáv épület: a római fórum részletének feltárása és megmentése. A parkolóban római városrész bemutatása és egy fürdő hipokausztumos részletének megmentése és bemutatása
- 1998-2001 Az I. (Péter-Pál),[6] a IV., V. és XIX. számú ókeresztény sírkamrák kutatása a pécsi világörökségi területen. 2001-ben a IV. számú sírkamrából került elő az a krisztogram, amely a pécsi világörökségi helyszínek szimbóluma lett.
- 1999: Pusztabánya – koraújkori üveghuta feltárása és bemutatása a Magyar Üvegművészek Szövetségével együttműködve

### Oktatóként
Építészettörténetet oktatott a Pécsi Tudományegyetem Műszaki Karán és anyagismeretet a Pécsi Tudományegyetem Ókortörténeti Tanszékén. Számos ismert régészt indított el a pályán.

## Magánélete
Gyerekkorában hegedült. Először apja tanította, majd a nagyhírű komlói zeneiskola kamaraegyüttesével számos rangos díjat nyert hazai fesztiválokon. 
Az egyetem első évét egy észak-csehországi kis üdülőtelepen egy erdő közepén töltötte százhúszadmagával, azzal a céllal, hogy megtanuljon csehül. Ezt végül úgy érte el, hogy fejből megtanulta Romain Rolland regényét Jean Christophe-ról, Karel Capek fordításában.
A 2014-es pecsiujsag.hu interjú szerint 2009 óta Kozármislenyben él, felesége a tíz évvel fiatalabb Szomorú Valéria, idősebbik lánya a NAV-nál jogász, a fiatalabbik múzeumpedagógus, és három fiúunokája van.
Klasszikus zenét szeret hallgatni, és történelmi tárgyú könyveket vagy krimiket olvasni. Kedvence Rejtő Jenő.

## Elismerései
- Pécs város Pro Urbe díjasa. Pro Communitate díj

## Publikációiból
- 1978: Középkori kutak Pécsett I. – In: Uherkovich Á. (szerk.) A Janus Pannonius Múzeum Évkönyve (1979) 23: 165–192.
- 1983: Középkori kutak Pécsett II. – In: Uherkovich Á. (szerk.) A Janus Pannonius Múzeum Évkönyve (1984) 28: 99–115.
- 1983: Elpusztult középkori települések Pécsváradon. – In: Uherkovich Á. (szerk.) A Janus Pannonius Múzeum Évkönyve (1984) 28: 117–130.
- 2001: Elpusztult középkori települések Pécsváradon. – In: Füzes M. (szerk.) Pécsvárad, pp. 91–96.
- Szerzetesrendek megtelepülése a középkori Pécsen. – In: Uherkovich Á. (szerk.) Dunántúli Dolgozatok Történettudományi Sorozat 3: 165–176.
- 1998: Bronzfibula Zengővárról. – In: Romváry F. (szerk.) Pécsi Szemle, tavasz-nyár 1: 11.
- 1998: Hová temették Janus Pannoniust? – In: Romváry F. (szerk.): Pécsi Szemle, tavasz-nyár 1: 21–27.
- 1998: Janus Pannonius feltételezett sírhelye? – In: Jankovits L. – Kecskeméti G.: Janus Pannonius és a humanista irodalmi hagyomány. Pécs, pp. 41–49.
- 2001-2002: A kereszténység és államiság története Baranyában. – In: Huszár Z. (szerk.) Kereszténység és államiság Baranyában. Pécsvárad, pp. 41–49.
- 2001-2002: Kommentárok a pécsváradi bencés apátsági kolostor alapítóleveléhez. – In: Huszár Z. (szerk.) Kereszténység és államiság Baranyában. Pécsvárad, pp. 55–60.
- 2001: A bencés kolostor építéstörténete. – In: Füzes M. (szerk.) Pécsvárad, pp. 53–66.
- 2001: A jakabhegyi pálos kolostor. – In: Füzes M. (szerk.) Kővágószőlős. pp. 51–59.
- 2002: A pécsi V. számú sírkamra. – In: Merhán O. (szerk.) Műemlékvédelem. 3: 142–144.
- 2004: Régészeti ásatás a Jókai utca 13. szám alatt. – In: Romváry F. (szerk.) Pécsi Szemle ősz 3: 11–15.
- 2004: The Buildings and Frescoes of the Early Chirstian Cemetery in Pécs. – In: The Autonomous Towns of Noricum and Pannonia. (Pannonia II.) Ljubljana. Situla 42: 287–290. [7]